# Presidenti della Provincia di Lecce
Elenco dei presidenti dell'amministrazione provinciale di Lecce.

## Regno d'Italia (1861-1946)

### Presidenti del Consiglio provinciale (1860-1927)
- Vincenzo Balsamo (1862-1863)
- Francesco Basurto (1863-1864)
- Gaetano Brunetti (1865-1867)
- Cataldo Nitti (1867-1868)
- Gaetano Brunetti (1868-1869)
- Cesare Paladini (1869-1876)
- Francesco Zaccaria (1876-1878)
- Cesare Paladini (1878-1879)
- Antonio Panzera (1879-1881)
- Gaetano Brunetti (1881-1890)
- Antonio Sabato (1890-1894)
- Alfonso Pasquatelli (1894-1896)
- Gaetano Brunetti (1896-1900)
- Gaetano Tanzarella (1900-1901)
- Vincenzo Gervasi (1901-1905)
- Vito Fazzi (1905-1907)
- Francesco Rochira (1907-1914)
- Domenico Daniele (1914-?)

### Presidenti della Deputazione provinciale (1889-1927)
| Nº  | Nº | Ritratto | Nome                  | Mandato | Mandato | Partito |
| Nº  | Nº | Ritratto | Nome                  | Inizio  | Fine    | Partito |
| --- | -- | -------- | --------------------- | ------- | ------- | ------- |
| 1   |    |          | Angelantonio Fumarola | 1889    | 1892    | ?       |
| 2   |    |          | Vincenzo Gervasi      | 1892    | 1896    | ?       |
| 3   |    |          | Gaetano Capozza       | 1896    | 1899    | ?       |
| (2) |    |          | Vincenzo Gervasi      | 1899    | 1900    | ?       |
| 4   |    |          | Domenico Caputo       | 1900    | 1903    | ?       |
| 5   |    |          | Ferdinando Biscosi    | 1903    | 1905    | ?       |
| 6   |    |          | Luigi Arditi          | 1905    | 1908    | ?       |
| (5) |    |          | Ferdinando Biscosi    | 1908    | 1909    | ?       |
| 7   |    |          | Domenico Daniele      | 1909    | 1912    | ?       |
| 8   |    |          | Pietro Demarco        | 1912    | 1914    | ?       |
| 9   |    |          | Federico Balsamo      | 1914    | ?       | ?       |

### Presidi del Rettorato (1927-1945)
| Nº | Nº | Ritratto | Nome                | Mandato | Mandato | Partito                    |
| Nº | Nº | Ritratto | Nome                | Inizio  | Fine    | Partito                    |
| -- | -- | -------- | ------------------- | ------- | ------- | -------------------------- |
| 1  |    |          | Nicola Lopez y Royo | 1927    | 1943    | Partito Nazionale Fascista |

## Italia repubblicana (dal 1946)

### Presidenti della provincia (dal 1951)

#### Eletti dal Consiglio provinciale (1951-1995)
| Periodo      | Periodo      | Presidente della Provincia | Partito              | Carica     | Note |
| ------------ | ------------ | -------------------------- | -------------------- | ---------- | ---- |
| 1951         | 1958         | Martino Luigi Caroli       | Democrazia Cristiana | Presidente | II   |
| 1958         | 1965         | Girolamo Vergine           | Democrazia Cristiana | Presidente | II   |
| 1965         | 1975         | Egidio Grasso              | Democrazia Cristiana | Presidente |      |
| 1975         | 1980         | Pietro Licchetta           | Democrazia Cristiana | Presidente |      |
| 1980         | 1984         | Mario Ferrante             | Democrazia Cristiana | Presidente |      |
| aprile 1984  | gennaio 1985 | Cosimo De Benedetto        | Democrazia Cristiana | Presidente |      |
| gennaio 1985 | maggio 1985  | Antonio Biasi              | Democrazia Cristiana | Presidente |      |
| 1985         | 1990         | Giacinto Urso              | Democrazia Cristiana | Presidente |      |
| 1990         | 1993         | Rosario Giorgio Costa      | Democrazia Cristiana | Presidente |      |
| 1993         | 1994         | Luigi Marcelli             | Democrazia Cristiana | Presidente |      |

#### Eletti direttamente dai cittadini (1995-2014)
| Nº             | Ritratto       | Ritratto | Nome                    | Mandato        | Mandato         | Partito                                     | Elezione |
| Nº             | Ritratto       | Ritratto | Nome                    | Inizio         | Fine            | Partito                                     | Elezione |
| -------------- | -------------- | -------- | ----------------------- | -------------- | --------------- | ------------------------------------------- | -------- |
|                |                |          | Lorenzo Ria             | 8 maggio 1995  | 14 giugno 1999  | Partito Popolare Italiano La Margherita     | 1995     |
| 14 giugno 1999 | 1º luglio 2004 | 1999     | Lorenzo Ria             |                |                 | Partito Popolare Italiano La Margherita     |          |
|                |                |          | Giovanni Pellegrino     | 1º luglio 2004 | 23 giugno 2009  | Democratici di Sinistra Partito Democratico | 2004     |
|                |                |          | Antonio Maria Gabellone | 23 giugno 2009 | 14 ottobre 2014 | Il Popolo della Libertà                     | 2009     |

#### Eletti dai sindaci e consiglieri della provincia (dal 2014)
| Nº               | Ritratto  | Ritratto | Nome                    | Mandato         | Mandato          | Partito             | Elezione |
| Nº               | Ritratto  | Ritratto | Nome                    | Inizio          | Fine             | Partito             | Elezione |
| ---------------- | --------- | -------- | ----------------------- | --------------- | ---------------- | ------------------- | -------- |
|                  |           |          | Antonio Maria Gabellone | 14 ottobre 2014 | 7 novembre 2018  | Forza Italia        | 2014     |
|                  |           |          | Stefano Minerva         | 7 novembre 2018 | 10 novembre 2022 | Partito Democratico | 2018     |
| 10 novembre 2022 | in carica | 2022     | Stefano Minerva         |                 |                  | Partito Democratico |          |